# 清水穣
清水 穣（しみず みのる、1963年10月18日 - ）は、日本の美術評論家、写真研究者、同志社大学教授。

## 来歴
東京生まれ。桐蔭高等学校卒、1986年東京大学文学部独文科卒、1988‐1991年マールブルク大学に留学。1992年同大学院博士課程中退。
1998-2000年ケルン大学（ドイツ）客員教授。同志社大学専任講師（ドイツ語関連科目、現代芸術論）。同志社大学言語文化研究教育センター教授。1995年、『不可視性としての写真 ジェームズ・ウェリング』で第1回重森弘淹写真評論賞受賞、2013年同グローバル地域文化学部教授。キヤノン写真新世紀などの審査員を務める。
BT美術手帖やART iT、陶説などの雑誌や写真集、美術館カタログに批評を書いている。美術・写真・陶芸など現代芸術の研究、批評のほか、カールハインツ・シュトックハウゼンなど現代音楽も論じる。

## 著書
- 『不可視性としての写真 ジェームズ・ウェリング』ワコウ・ワークス・オブ・アート 1995年
- 『ゲルハルト・リヒター/オイル・オン・フォト、一つの基本モデル』ワコウ・ワークス・オブ・アート 2001年
- 『永遠に女性的なる現代美術』淡交社 2002年
- 『白と黒で 写真と…』現代思潮新社 2004年
- 『写真と日々』現代思潮新社 2006年
- 『日々是写真』現代思潮新社 2009年
- 『プルラモン　単数にして複数の存在』現代思潮新社、2011
- 『陶芸考 現代日本の陶芸家たち』現代思潮新社, 2016
- 『デジタル写真論 イメージの本性』東京大学出版会, 2020

### 共著
- 『入門ドイツ語コミュニケーション』橋本兼一共著 郁文堂 1999年
- 『写真分離派 = Photo-secession 2』松江泰治, 鷹野隆大, 倉石信乃共著. エディション・ノルト, 2017

### 翻訳
- 『ゲルハルト・リヒター写真論/絵画論』淡交社 1996年
- 『シュトックハウゼン音楽論集』現代思潮社(エートル叢書) 1999
- ベルンハルト・ラウアー『グリム兄弟知られざる人と作品』淡交社 2006年
- ディートマー・エルガー『評伝ゲルハルト・リヒター』美術出版社, 2017
- カトリーン・ビューラー, エリック・ド・シャセイ, パトリシア・ファルギエール, エリーザベト・レボヴィシー, ナターシャ・ペトレシン=バシュレーズ, マルタ・ヂェヴァニスカ 執筆『ミリアム・カーン 美しすぎることへの不安』大坂直史, 和光環 共訳. ワコウ・ワークス・オブ・アート, 2019

## 参考
- 同志社大学教員ＤＢ：